# 海漆属
海漆属（学名：Excoecaria）是大戟科下的一个属，为灌木或乔木植物。该属共有40种以上，分布于热带亚洲、非洲和大洋洲，是舊世界植物的原生植物。
属名Excoecaria源于拉丁语excoecare，意为“致眼盲”，指海漆的茎部汁液有剧毒，涂上眼睛可使人致盲。
海漆（学名：Excoecaria agallocha）也被称为Thillai，乳白色的红树林，致盲的红树林和河毒树，其乳白色的树液是有毒的。这种植物的红树林环绕着泰米尔纳德邦古代的纳塔罗阇寺庙（Thillai Chidambaram Temple）。其汁液与皮肤接触会引起刺激和迅速起泡；接触眼睛会导致暂时的失明。海漆分布在奇丹巴拉姆湿地，从新南威尔士州北部沿北部海岸线到西澳大利亚。胶乳毒性极强，即使是干燥和粉末状的叶子也含有毒素，可以很快杀死鱼类。

## 異名
- Commia Lour.
- Glyphostylus Gagnep.

## 物种
本属包括以下物种：
- 云南土沉香 Excoecaria acerifolia
- 海漆 Excoecaria agallocha
- Excoecaria benthamiana
- 红背桂 Excoecaria cochinchinensis
- Excoecaria dallachyana
- 兰屿土沉香 Excoecaria kawakamii
- Excoecaria parvifolia
- 鸡尾木 Excoecaria venenata